# Karosa ŠM 11
Karosa ŠM 11 je model městského autobusu vyráběného národním podnikem Karosa mezi lety 1964 a 1981. Je to nástupce městské modifikace vozu Škoda 706 RTO.

## Konstrukce

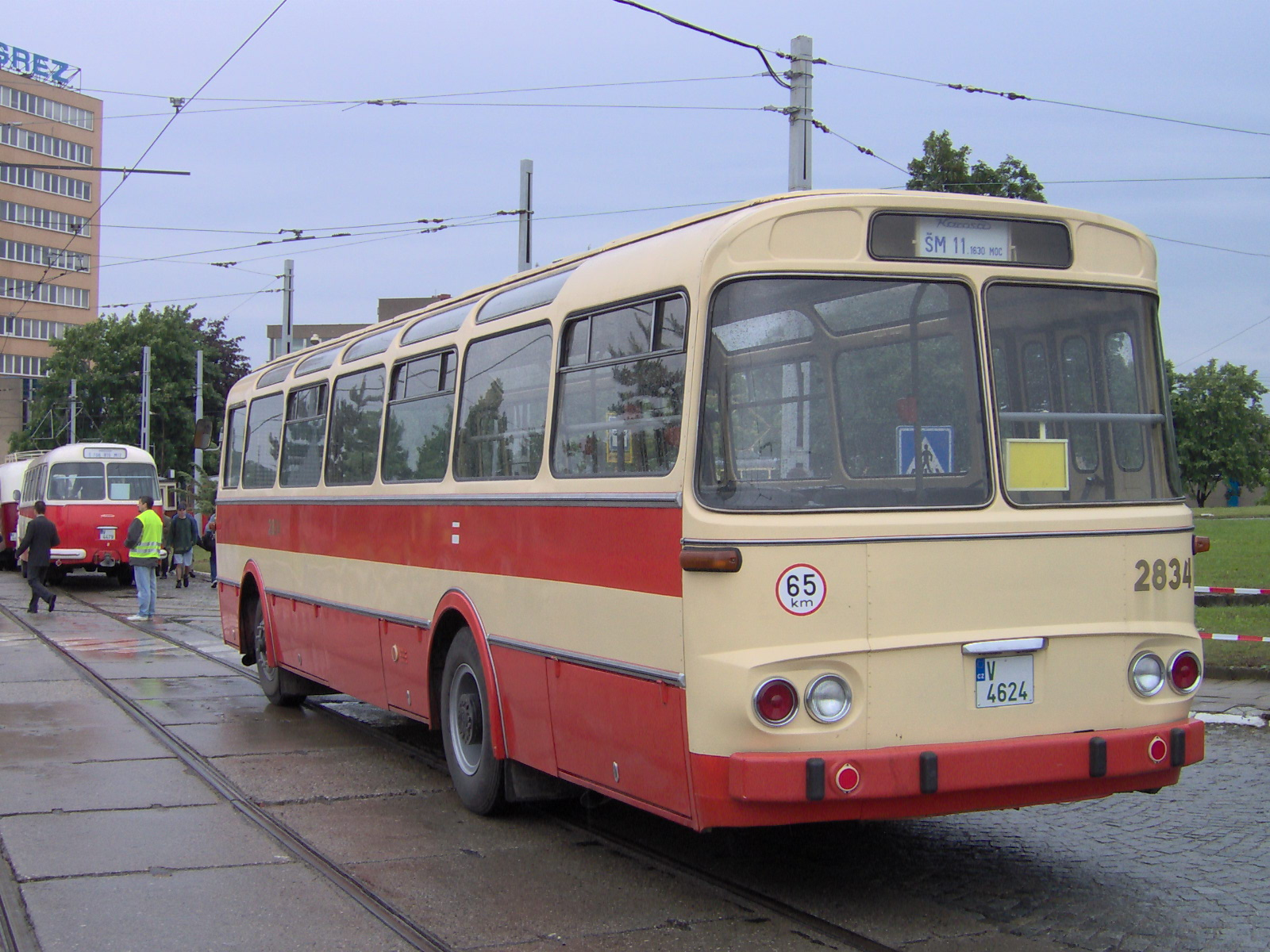
Zadní část brněnského muzejního vozu ŠM 11

Od předchozích autobusů Škoda 706 RTO se ŠM 11 odlišoval celou koncepcí. Měl samonosnou karoserii panelové konstrukce, motor umístěný uprostřed mezi nápravami pod karoserií (místo na přední nápravě) a pneumatické odpružení. Cestující ocenili zejména troje nástupní a výstupní dveře, přičemž přední dveře byly umístěny ještě před přední nápravou. Podlaha byla umístěna také níže, dveře byly širší a výhled ze stanoviště řidiče byl lepší než u typu 706 RTO. Stejně jako jeho předchůdce měl vůz ŠM 11 dělené přední okno (kromě několika málo výjimek), které bylo odstraněno až u jeho nástupce – Karosy B 731.
ŠM 11 je standardní dvounápravový autobus určený především pro městskou hromadnou dopravu (Škoda městský – označení Škoda pochází od výrobce motorů pro celou karosáckou řadu Š). Vůz byl dlouhý přibližně 11 m (odtud číslice 11 v označení) a v pravé bočnici měl umístěny troje skládací, pneumaticky ovládané dveře (přední trojkřídlé, ostatní čtyřkřídlé). Pérování autobusu bylo vzduchové. Do verze ŠM 11 výrobce standardně montoval automatickou převodovku. Během výroby byly autobusy postupně zdokonalovány (např. zavedení samočinného centrálního mazání podvozku, oplechování boků karoserie rovnými plechy namísto vlnitých hliníkových, výkonnější topení, silnější motor atd.).
Autobus ŠM 11 měl být unifikován s trolejbusem Škoda T 11, projekt však byl zrušen a vozů T 11 bylo vyrobeno pouze osm kusů.

## Výroba a provoz
První funkční vzorek byl vyroben již roku 1961, některé jeho součástky však pocházely ze západní Evropy (motor, zadní náprava). Další dva prototypy se objevily v letech 1962 a 1963. V roce 1964 byla vyrobena ověřovací série, sériová výroba začala koncem roku 1965 a trvala až do roku 1981, kdy byl vůz ŠM 11 ve výrobě nahrazen autobusem B 731. Celkem bylo vyrobeno přibližně 9 900 vozů ŠM 11.
Vzhledem k monopolu, který společnost Karosa do roku 1989 měla, se vozy typu ŠM 11 objevily ve všech československých městech. Nejvíce jich ale jezdilo v Praze, v roce 1978 1249 kusů (celkem Dopravní podnik hl. m. Prahy zakoupil více než 2100 kusů ŠM 11). Nejdéle byly v provozu v Opavě, poslední vozy zde dojezdily v roce 1994.
Na rozdíl od vozů 706 RTO, které byly ve velkém exportovány, vozy ŠM 11 takto úspěšné nebyly (i když se jednalo o nejexportovanější variantu řady Š). Do zahraničí jich bylo prodáno okolo 2 000 kusů. Objevily se např. v Bulharsku, Maďarsku, Mongolsku, Polsku nebo Tunisku.

## Historické vozy
- Brno, TMB (brněnský vůz ev. č. 2834)
- Brno (vůz ev. č. 2740, SPZ S11 DPMB6, přestavba z ŠL 11)
- Ostrava (vůz ev. č. 5842, SPZ OVC 05-37)
- Praha (vůz ev. č. 7135)
- Zlín (pražský vůz ev. č. 7174)
- Plzeň (vozy ev. č. 135, SPZ PMA 47-86 a ev. č. 145 – nerestaurován)
- Busline (teplický vůz ev. č. 46)
- České Budějovice (pražský vůz ev. č. 5317)
- Stenbus (pardubický vůz ev. č. 8)

Slovensko:
- Bratislava (vůz ev. č. 3350)

Soukromé sbírky:
- soukromá osoba (pražský vůz ev. č. 5123)
- KHA Bratislava (bratislavský vůz ev. č. 1382)

## Galerie

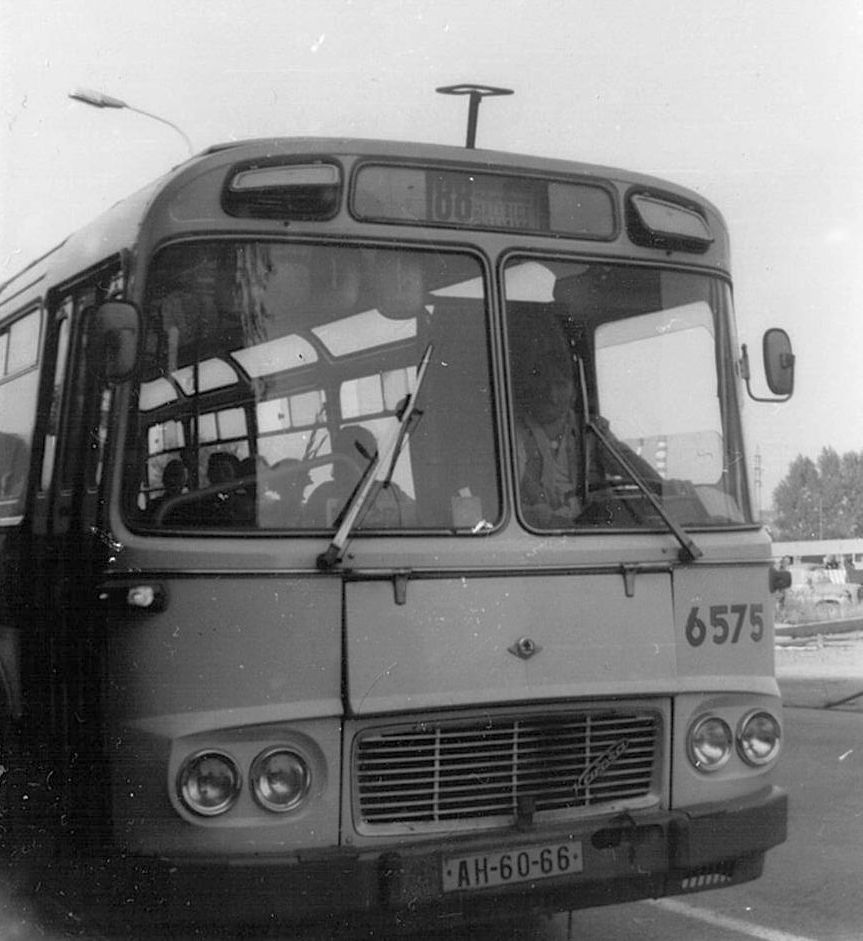
Karosa ŠM 11 v Praze v roce 1979
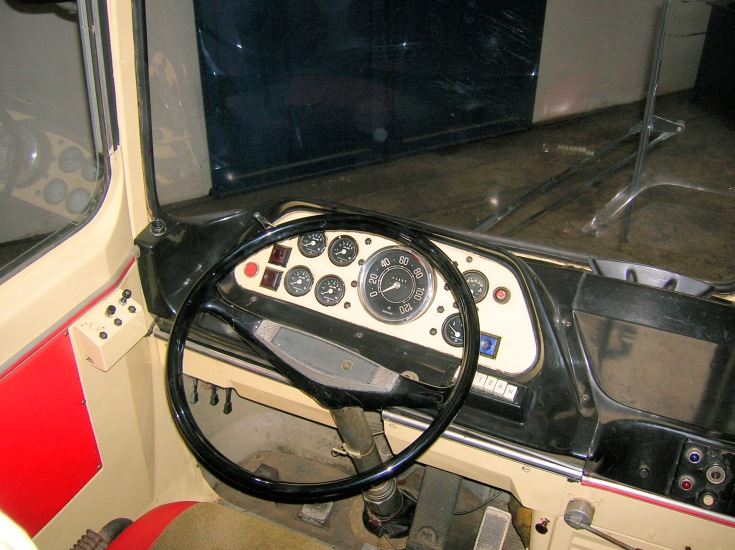
Stanoviště řidiče pražského muzejního vozu ŠM 11
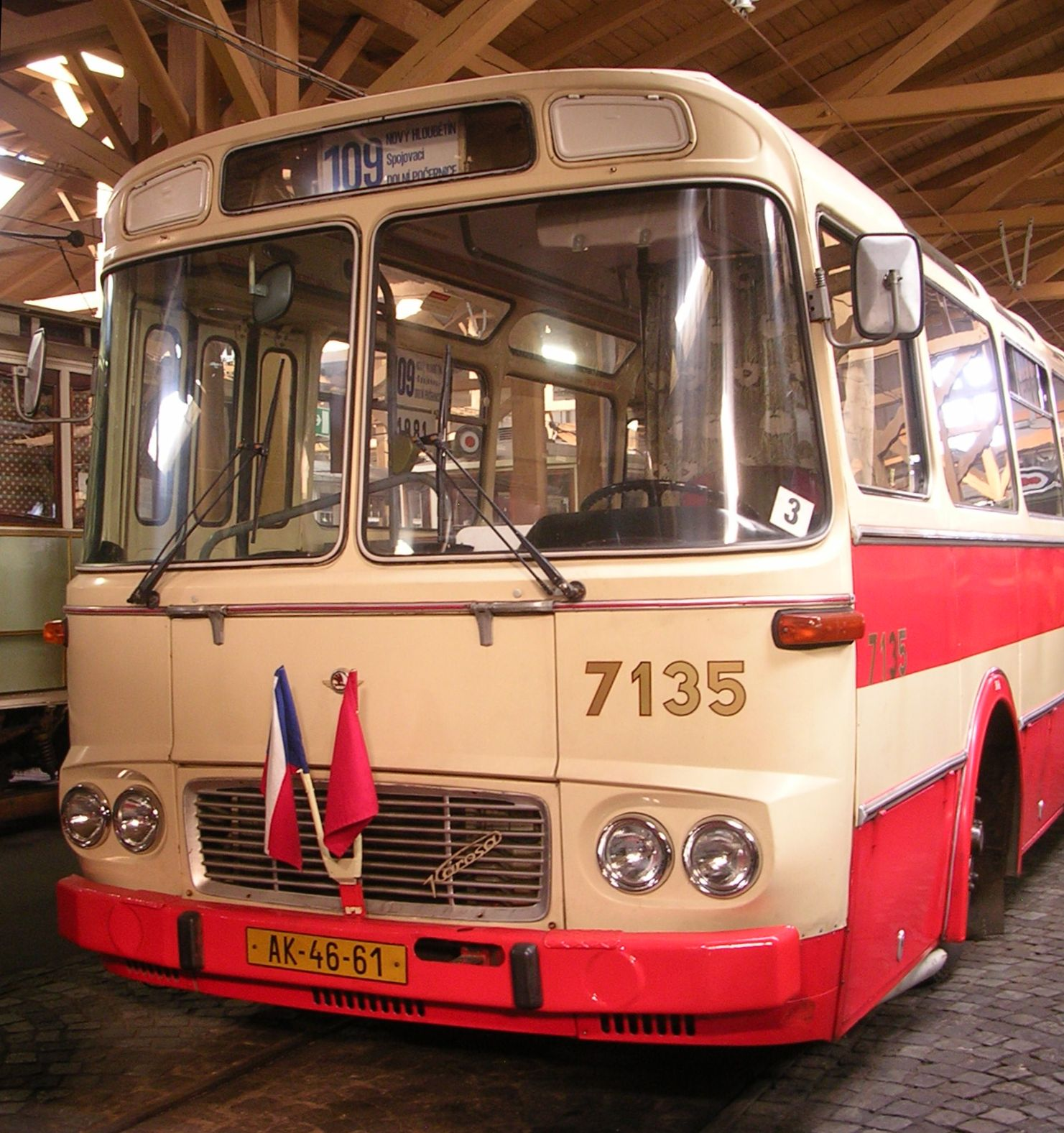
Pražský muzejní autobus ŠM 11
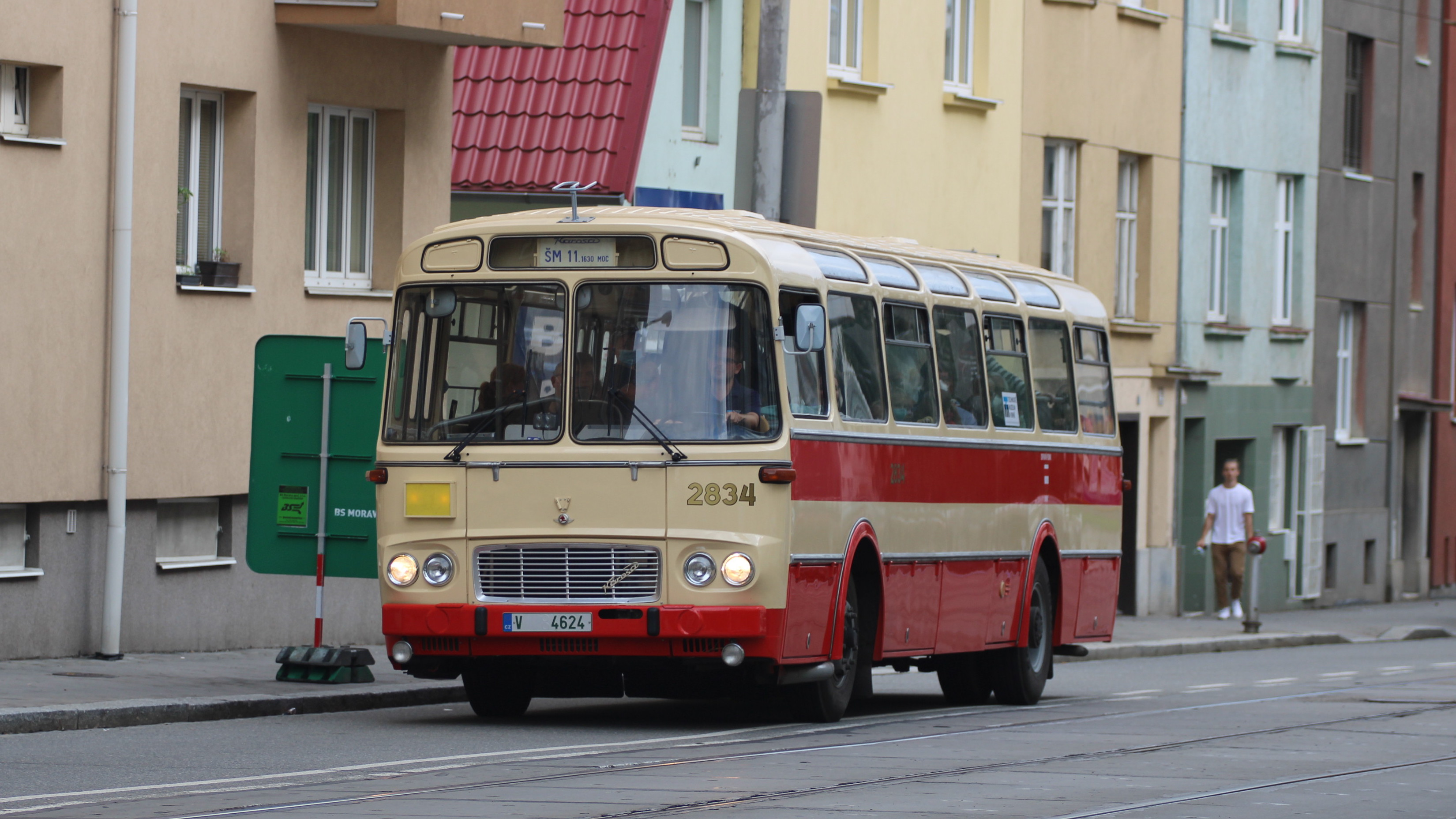
Brněnský muzejní autobus ŠM 11
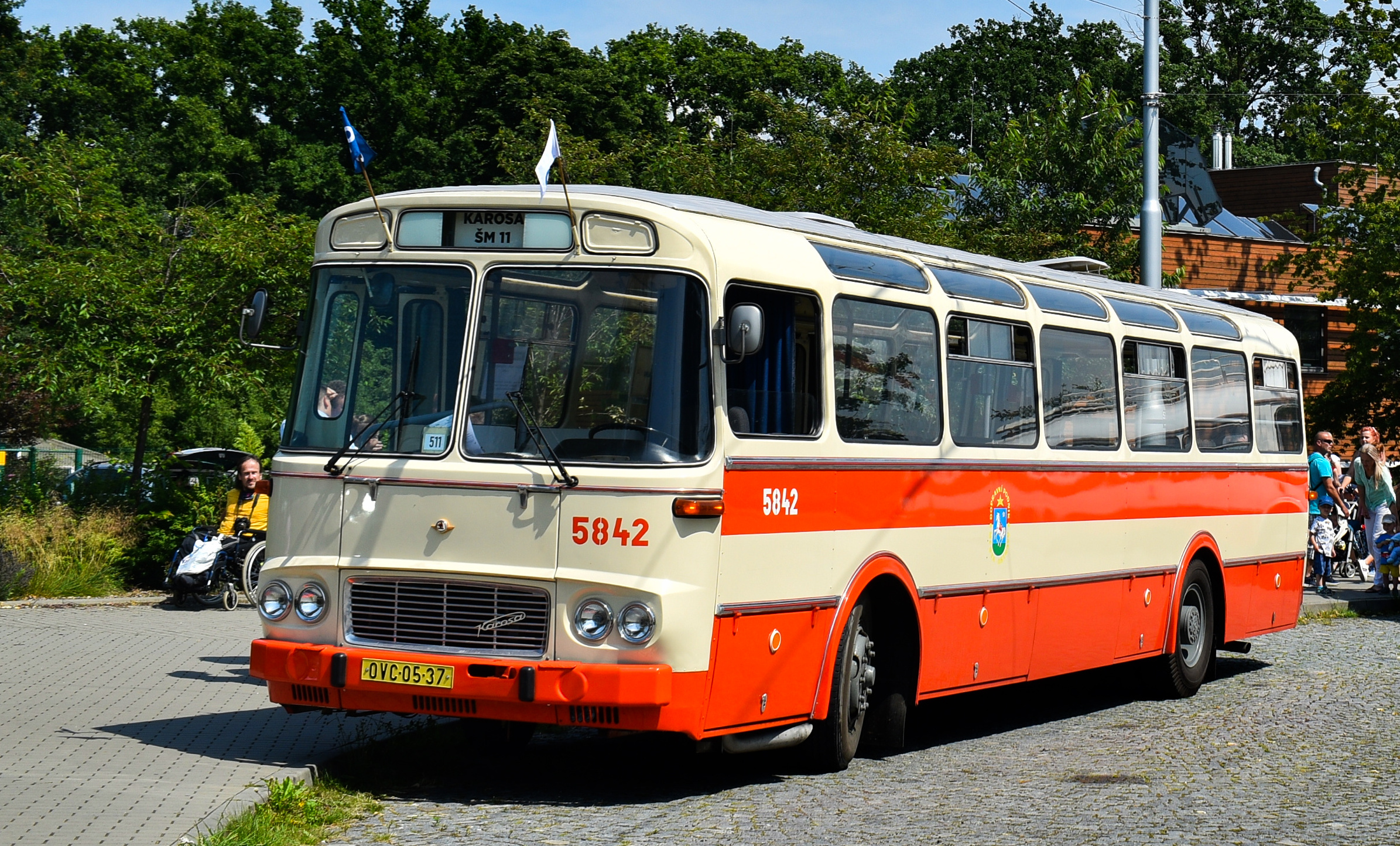
Ostravský historický autobus ŠM 11